# Pieter Hendrik Koekkoek
Pieter Hendrik Koekkoek (* 13. Januar 1843 in Hilversum, Königreich der Niederlande; † 1890 oder 1910 wahrscheinlich in England, Vereinigtes Königreich) war ein niederländischer Landschaftsmaler.

## Leben
Pieter Hendrik stammte aus der holländischen Malerfamilie Koekkoek. Der Künstler war der einzige Sohn des Malers Marinus Adrianus Koekkoek der Ältere und Enkel des Malers Johannes Hermanus Koekkoek. Er wurde – der Familientradition folgend – von seinem Vater in Malerei unterwiesen. In den 1860er und 1870er Jahren malte er im romantischen Stil seines Vaters vor allem Landschaften und Waldszenen; später wurde sein Stil realistischer. 
Koekkoek lebte von 1848 bis 1850 in Amsterdam. Danach arbeitete er in London, wo sein Neffe Hermanus Koekkoek der Jüngere einen Kunsthandel betrieb. Hier verkaufte Pieter Hendrik einen großen Teil seiner Arbeiten. 1866 zog er nach Den Haag und blieb dort bis 1877, als er nach Amsterdam zurückkehrte. Die offiziellen Melderegister der Stadt führten ihn bis zum 21. Juni 1889, danach verliert sich seine Spur. Die Literatur vermutet, dass er 1890 oder 1910 in England verstarb.
Koekkoek signierte seine Bilder üblicherweise mit H. P. Koekkoek. Er war Lehrer des Malers Jan Ponstijn.

## Werke (Auswahl)

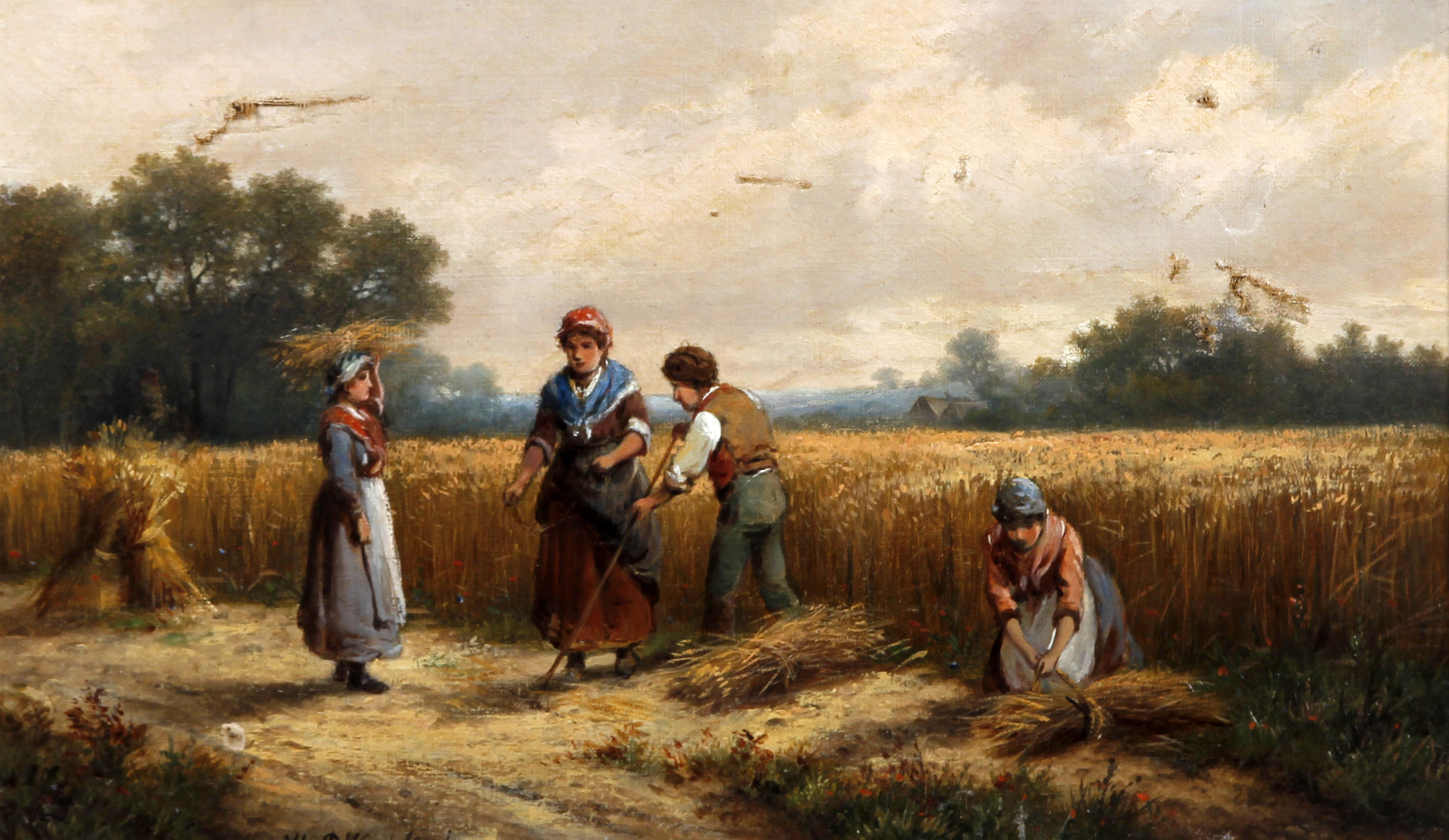
Einbringen der Ernte
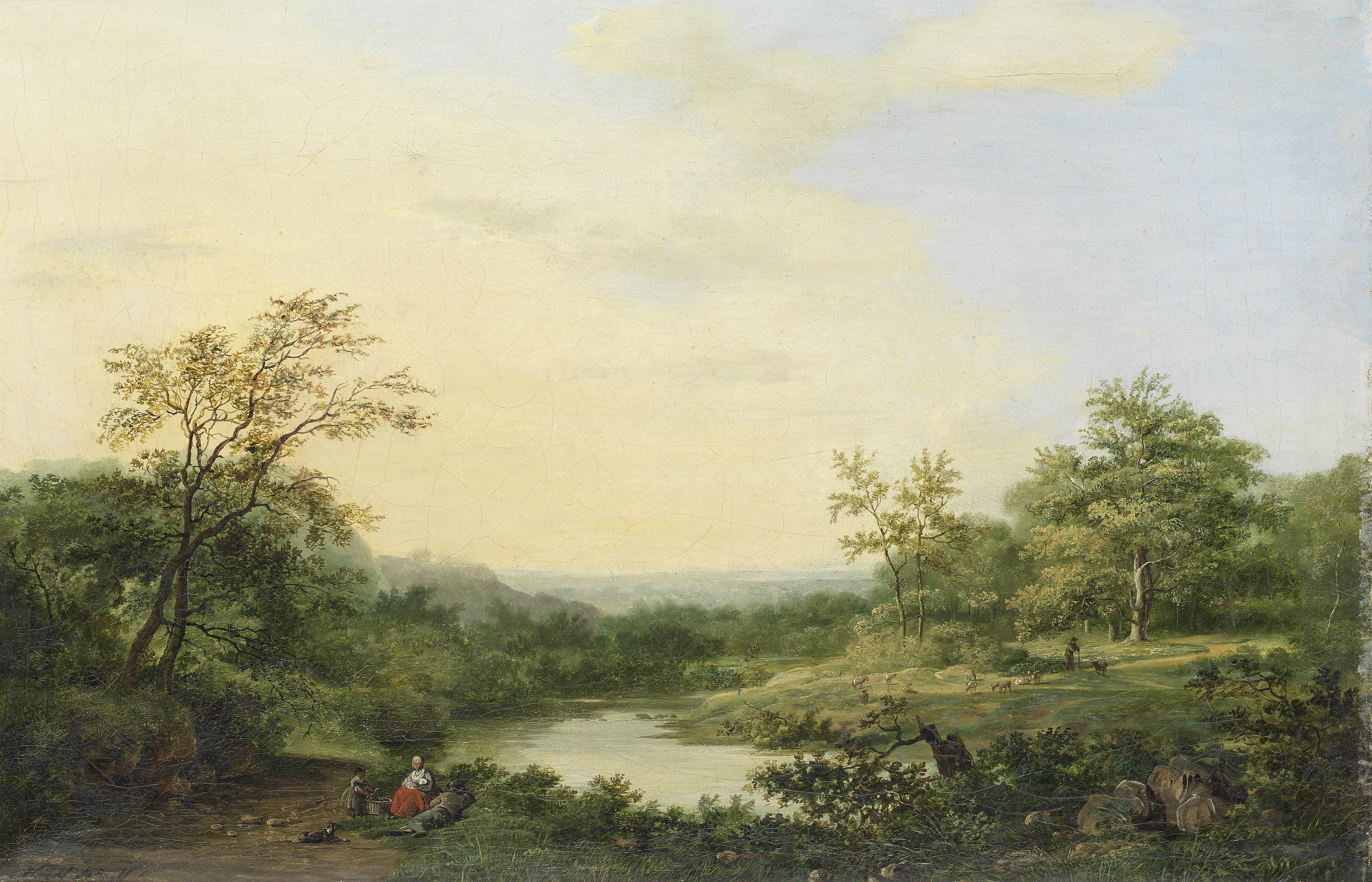
Romantische Flusslandschaft
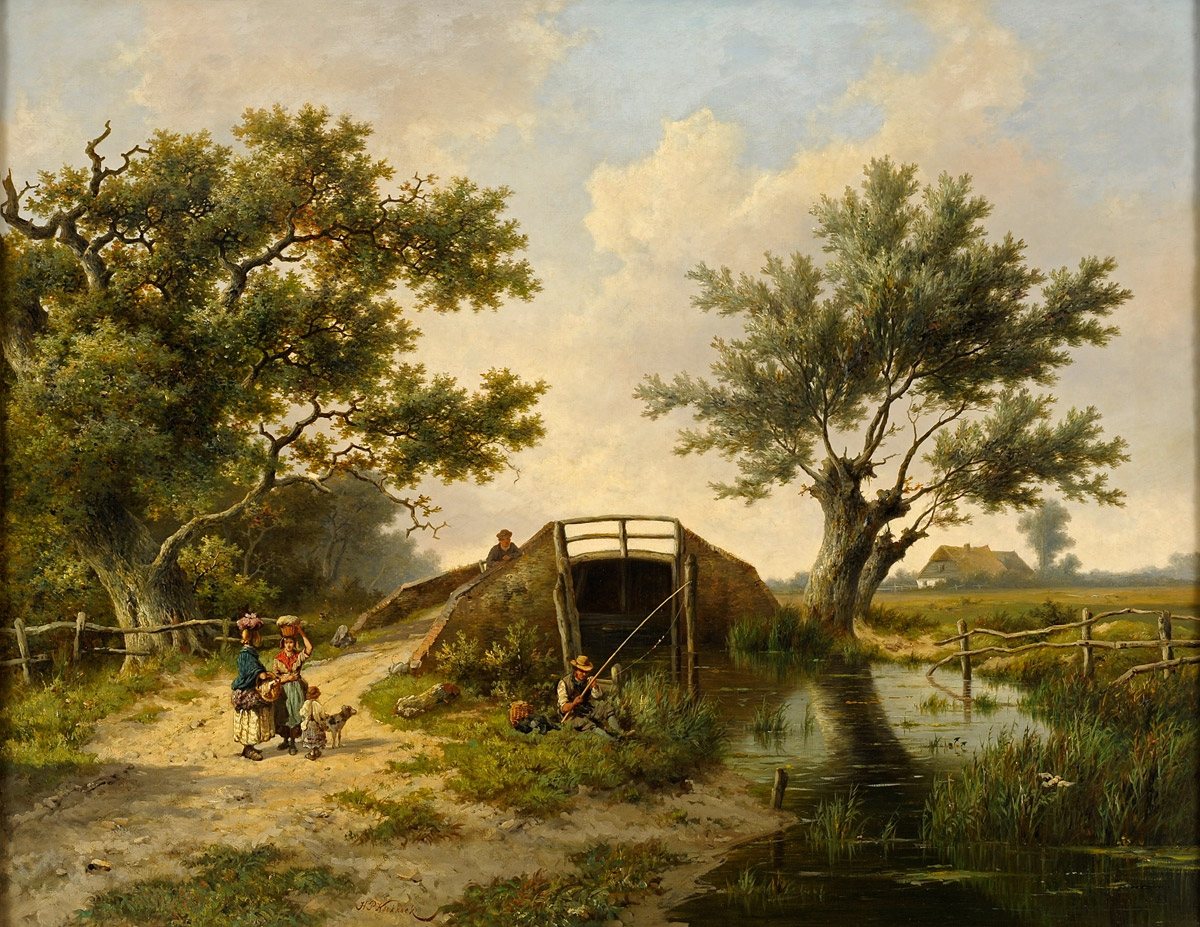
Sommerlandschaft mit Angler
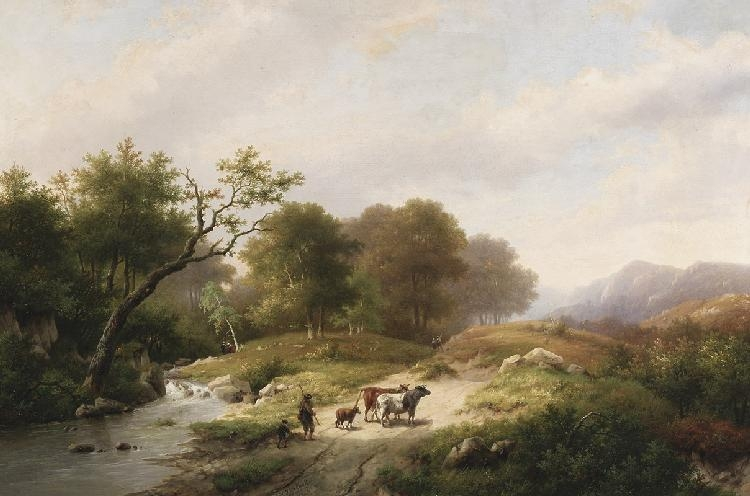
Bauern mit ihrem Vieh an einer Furt
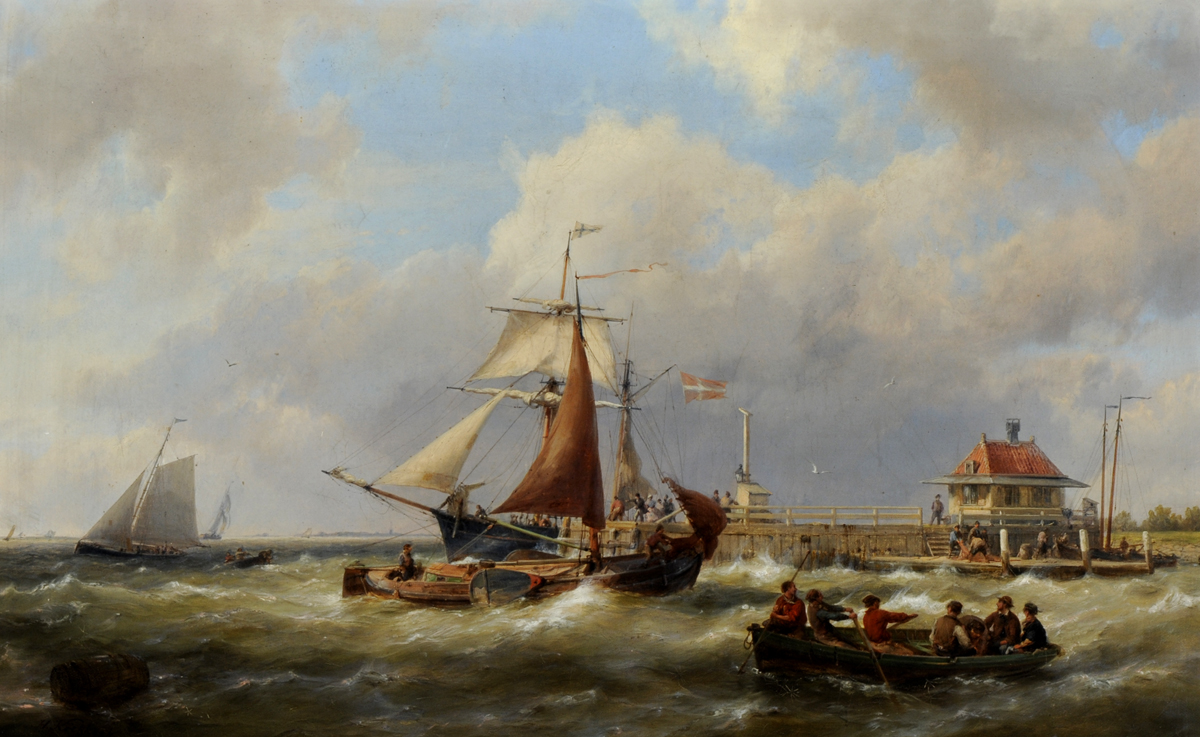
Hafen von Muiden in der Zuiderzee, 1870
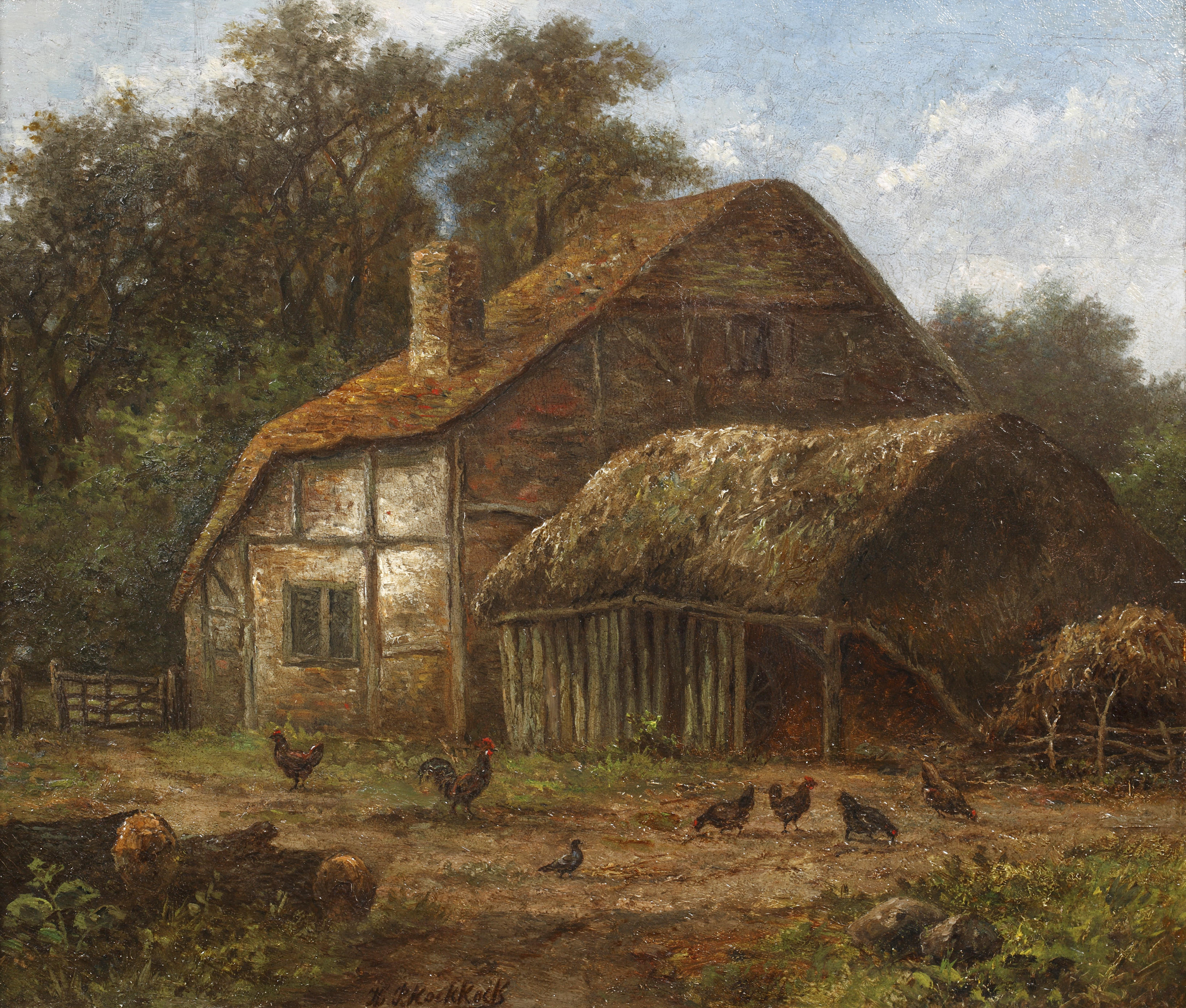
Heuschuppen mit Hühnern im Vordergrund
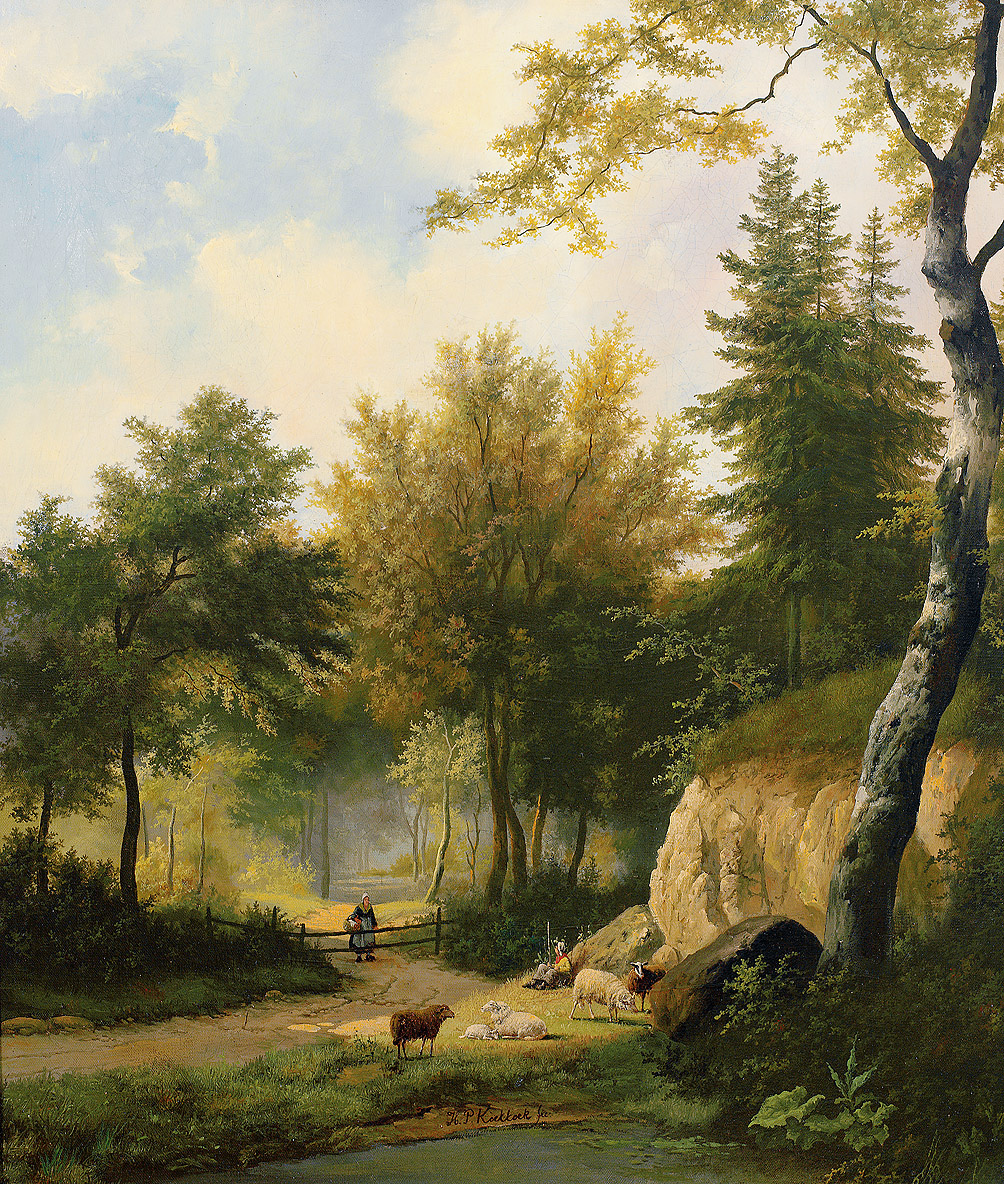
Idyllische Sommerwaldlandschaft mit Schafen auf einer sonnigen Lichtung neben einem Bach
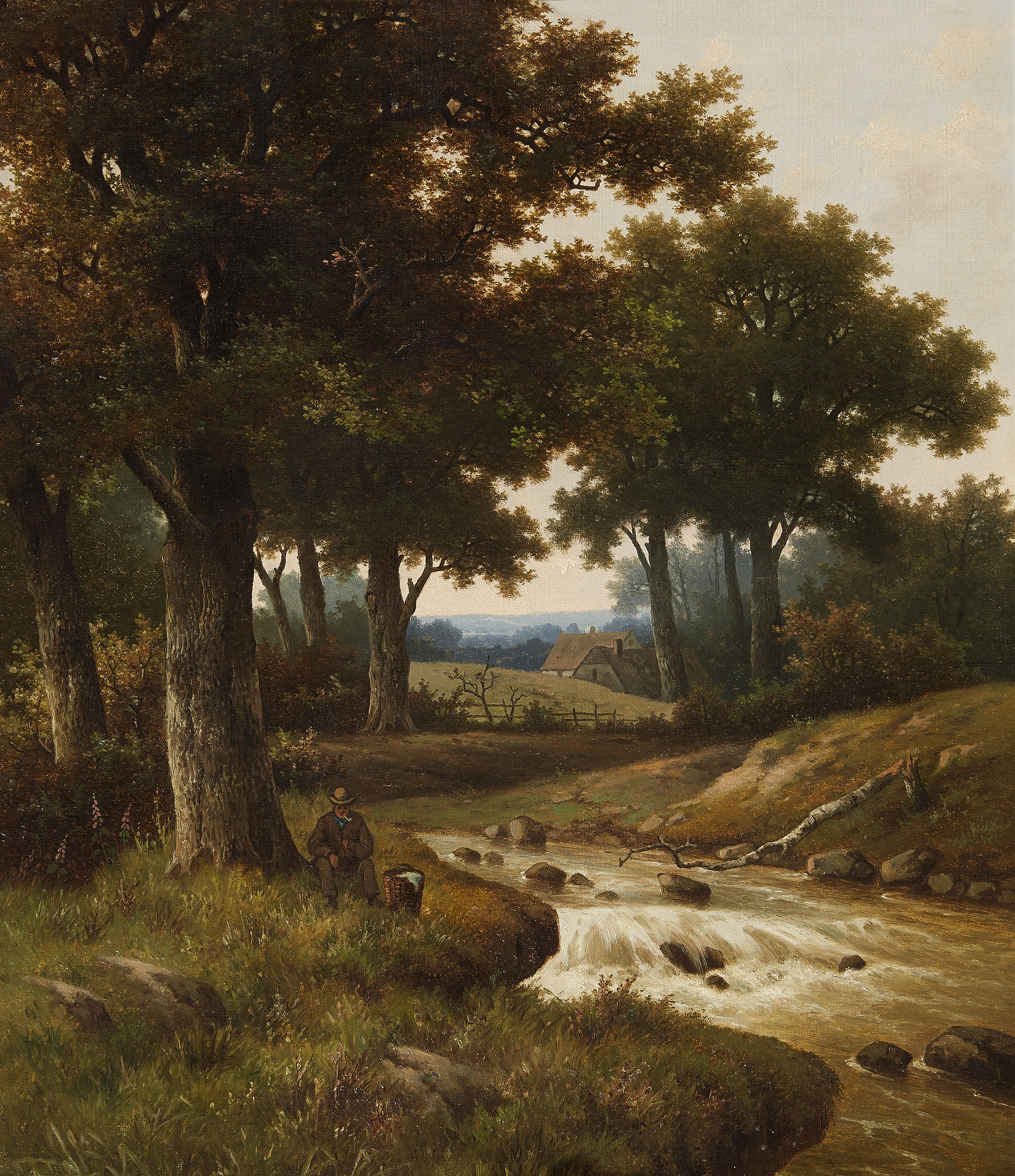
Bewaldete Flusslandschaft  mit Häusern im Hintergrund